# 拉林根
拉林根是德国莱茵兰-普法尔茨州的一个市镇。总面积27.64平方公里，总人口2031人，其中男性1018人，女性1013人（2011年12月31日），人口密度73人/平方公里。